# Guy Ramos
Odysseu Guy Ramos (ur. 16 sierpnia 1985 w Rotterdamie) – kabowerdeński piłkarz występujący na pozycji pomocnika.

## Kariera klubowa
Ramos urodził się w Holandii w rodzinie pochodzącej z Republiki Zielonego Przylądka. Zawodową karierę rozpoczynał w 2005 roku w zespole FC Dordrecht. W Eerste Divisie zadebiutował 23 września 2005 w wygranym 1:0 pojedynku z Excelsiorem. W sezonie 2005/2006 w lidze zagrał 2 razy. Od początku następnego sezonu stał się podstawowym graczem Dordrechtu. 2 lutego 2007 w wygranym 4:2 meczu z Helmond Sport strzelił pierwszego gola w Eerste Divisie. Przez 5,5 roku w barwach Dordrechtu rozegrał 135 spotkań i zdobył 8 bramek.
W styczniu 2011 Ramos podpisał kontrakt z RKC Waalwijk, także grającym w Eerste Divisie. Pierwszy ligowy mecz zaliczył tam 4 lutego 2011 roku przeciwko Helmond Sport (1:0). W sezonie 2010/2011 wraz z zespołem wywalczył awans do Eredivisie. W 2013 roku odszedł do Rody Kerkrade, także grającej w tej lidze. W sezonie 2014/2015 spadł z nią do Eerste Divisie.
W 2015 roku został zawodnikiem szwajcarskiego FC Wil, występującego w drugiej lidze. Spędził tam sezon 2015/2016, po czym odszedł z klubu. Potem nie grał już w żadnym zespole.
W Eredivisie rozegrał 55 spotkań i zdobył 1 bramkę.

## Kariera reprezentacyjna
W reprezentacji Republiki Zielonego Przylądka Ramos zadebiutował 27 maja 2008 w zremisowanym 1:1 towarzyskim meczu z Luksemburgiem. W 2013 roku został powołany do kadry na Puchar Narodów Afryki. Zagrał na nim w meczu z Marokiem (1:1), a Republika Zielonego Przylądka osiągnęła ćwierćfinał turnieju.
W latach 2008–2013 w drużynie narodowej rozegrał 14 spotkań.